# مهرجان الصيف الموسيقي للشباب
تنظم وزارة الثقافة المغربية دورات من «مهرجان الصيف الموسيقي للشباب» كان آخرها الدورة التي شهدتها مدينة الجديدة والمركز الاصطيافي سيدي بوزيد خلال الفترة ما بين 26 و 28 يوليـوز 2005. وتساهم إلى جانب الوزارة في تنظيم هذا المهرجان، عمالة إقليم الجديدة.
يهتم المهرجان بموسيقى الشباب على اختلاف أنواعها ومشاربها، كما يعمل على تشجيع الفرق الشابة في مجال الغناء والموسيقى وخلق نوع من التواصل بين هذه الفرق والجمهور المغربي. وتهدف هذه التظاهرة إلى تنشيط فضاءات مدينة الجديدة التي تعرف رواجا سياحيا كبيرا.
و إذا كانت كل دورة تعرف مشاركة إحدى الفرق الوطنية المشهورة، فإنه قد جرت العادة أيضا على تكريم أحد الوجوه الفنية البارزة على الساحة الوطنية المغربية انطلاقا من عطاءاته في مجال هذه الموسيقى الواسعة الانتشار لدى فئات الشباب.